# موريس كولينز
موريس كولينز (بالإنجليزية: Maurice Collins)‏ هو سياسي أسترالي، ولد في 1878 في أستراليا، وتوفي في 9 أغسطس 1945. حزبياً، نشط في الحزب الوطني الأسترالي. وقد انتخب عضو مجلس النواب الأسترالي عن دائرة Division of Wakefield ‏ (17 نوفمبر 1928 – 12 أكتوبر 1929).